# Ocimum empetroides
Ocimum empetroides là một loài thực vật có hoa trong họ Hoa môi. Loài này được (P.A.Duvign.) ined. mô tả khoa học đầu tiên.